# 100 meter för herrar i friidrott vid olympiska sommarspelen 1972
100 meter herrar vid olympiska sommarspelen 1972 i München avgjordes 31 augusti–1 september. 

## Medaljörer
| Gren      | Guld                         | Guld  | Silver            | Silver | Brons                 | Brons |
| 100 meter | Valerij Borzov Sovjetunionen | 10,14 | Robert Taylor USA | 10,24  | Lennox Miller Jamaica | 10,33 |

## Resultat
- Q innebär avancemang utifrån placering i heatet.
- q innebär avancemang utifrån total placering.
- DNS innebär att personen inte startade.
- DNF innebär att personen inte fullföljde.
- DQ innebär diskvalificering.
- NR innebär nationellt rekord.
- OR innebär olympiskt rekord.
- WR innebär världsrekord.
- WJR innebär världsrekord för juniorer
- AR innebär världsdelsrekord (area record) (I detta fall europarekord)
- PB innebär personligt rekord.
- SB innebär säsongsbästa.

### Heat
De tre snabbaste i varje heat avancerade och även några fyror på tid.
Heat ett
| Placering | Namn                   | Nationalitet        | Tid   |
| --------- | ---------------------- | ------------------- | ----- |
| 1         | Lennox Miller          | Jamaica             | 10,45 |
| 2         | Amadou Meité           | Elfenbenskusten     | 10.51 |
| 3         | Hans-Jürgen Bombach    | Östtyskland         | 10.66 |
| 4         | Rudy Reid              | Trinidad och Tobago | 10.74 |
| 5         | Dan Amuke              | Kenya               | 10.76 |
| 6         | Byambajavyn Enkhbaatar | Mongoliet           | 10.93 |
| 7         | Samphon Mao            | Kambodja            | 10.95 |
| 8         | Luis Alers             | Puerto Rico         | 11.09 |

Heat två
| Placering | Namn             | Nationalitet      | Tid   |
| --------- | ---------------- | ----------------- | ----- |
| 1         | Valerij Borzov   | Sovjetunionen     | 10,47 |
| 2         | Mike Sands       | Bahamas           | 10.67 |
| 3         | Luděk Bohman     | Tjeckoslovakien   | 10.72 |
| 4         | Gerhard Wucherer | Västtyskland      | 10.82 |
| 5         | Tadeusz Cuch     | Polen             | 10.89 |
| 6         | Yeo Kian Chye    | Singapore         | 10.92 |
| 7         | Alphonse Yanghat | Kongo-Brazzaville | 10.95 |
| 8         | Andrew Sartee    | Liberia           | 11.09 |

Heat tre
| Placering | Namn                | Nationalitet   | Tid   |
| --------- | ------------------- | -------------- | ----- |
| 1         | Manfred Kokot       | Östtyskland    | 10.09 |
| 2         | Sandy Osei-Agyemang | Ghana          | 10,24 |
| 3         | Les Piggot          | Storbritannien | 10.47 |
| 4         | John Mwebi          | Kenya          | 10.49 |
| 5         | Luís da Silva       | Brasilien      | 10.61 |
| 6         | Kevin Johnson       | Bahamas        | 10.61 |
| 7         | Mansour Al-Juaid    | Saudiarabien   | 10.61 |

Heat fyra *
| Placering | Namn              | Nationalitet             | Tid   |
| --------- | ----------------- | ------------------------ | ----- |
| 1         | Jaroslav Matoušek | Tjeckoslovakien          | 10,37 |
| 2         | Brian Green       | Storbritannien           | 10.41 |
| 3         | Kouakou Komenan   | Elfenbenskusten          | 10.50 |
| 4         | Walter Callander  | Bahamas                  | 10.78 |
| 5         | George Calhern    | Amerikanska Jungfruöarna | 10.90 |
| 6         | Farhan Navab      | Iran                     | 11.02 |
| 7         | Angel Guerreros   | Paraguay                 | 11.12 |

Heat fem
| Placering | Namn                  | Nationalitet    | Tid   |
| --------- | --------------------- | --------------- | ----- |
| 1         | Aleksandr Korneljuk   | Sovjetunionen   | 10,38 |
| 2         | Kola Abdulai          | Nigeria         | 10.57 |
| 3         | Stanisław Wagner      | Polen           | 10.62 |
| 4         | Juraj Demeč           | Tjeckoslovakien | 10.66 |
| 5         | Félix Mata            | Venezuela       | 10.73 |
| 6         | Bjarni Stefánsson     | Island          | 10.99 |
| 7         | Younis Abdallah Rabee | Kuwait          | 11.20 |

Heat sex
| Placering | Namn            | Nationalitet | Tid   |
| --------- | --------------- | ------------ | ----- |
| 1         | Rey Robinson    | USA          | 10,56 |
| 2         | Philippe Clerc  | Schweiz      | 10.58 |
| 3         | Sammy Monsels   | Surinam      | 10.61 |
| 4         | George Daniels  | Ghana        | 10.65 |
| 5         | André Bicaba    | Övre Volta   | 10.71 |
| 6         | Motsapi Moorosi | Lesotho      | 10.74 |
| 7         | William Dralu   | Uganda       | 10.92 |

Heat sju
| Placering | Namn                    | Nationalitet        | Tid   |
| --------- | ----------------------- | ------------------- | ----- |
| 1         | Hasely Crawford         | Trinidad och Tobago | 10,50 |
| 2         | Don Halliday            | Storbritannien      | 10.58 |
| 3         | Erik Gustafsson         | Finland             | 10.68 |
| 4         | Guillermo González      | Puerto Rico         | 10.73 |
| 5         | Norman Chihota          | Tanzania            | 10.79 |
| 6         | Egzi Gebre-Gebre        | Etiopien            | 10.89 |
| 7         | Pierre-Richard Gaetjens | Haiti               | 11.50 |

Heat åtta *
| Placering | Namn            | Nationalitet    | Tid   |
| --------- | --------------- | --------------- | ----- |
| 1         | Barka Sy        | Senegal         | 10,30 |
| 2         | Bernd Borth     | Östtyskland     | 10.48 |
| 3         | Audun Garshol   | Norge           | 10.49 |
| 4         | Su Wen-Ho       | Republiken Kina | 10.59 |
| 5         | Gana Abba Kimet | Tchad           | 10.89 |
| 6         | Raimo Vilén     | Finland         | 11.00 |
| 7         | Lionel Caero    | Bolivia         | 11.19 |

Heat nio
| Placering | Namn             | Nationalitet | Tid   |
| --------- | ---------------- | ------------ | ----- |
| 1         | Alain Sarteur    | Frankrike    | 10,42 |
| 2         | Saleh Alah-Djaba | Tchad        | 10.65 |
| 3         | Charlie Francis  | Kanada       | 10.68 |
| 4         | Andrés Calonge   | Argentina    | 10.73 |
| 5         | Laurie D'Arcy    | Nya Zeeland  | 10.77 |
| 6         | Larmeck Mukonde  | Zambia       | 11.16 |

Heat tio
| Placering | Namn                        | Nationalitet        | Tid   |
| --------- | --------------------------- | ------------------- | ----- |
| 1         | Vasilios Papageorgopoulos   | Grekland            | 10,24 |
| 2         | Jean-Louis Ravelomanantsoa  | Madagaskar          | 10.29 |
| 3         | Michael Fray                | Jamaica             | 10.47 |
| 4         | Antti Rajamäki              | Finland             | 10.52 |
| 5         | Ainsley Armstrong           | Trinidad och Tobago | 10.56 |
| 6         | Jorge Vizcarrondo           | Puerto Rico         | 10.79 |
| 7         | Zain-ud-Din bin Abdul Wahab | Malaysia            | 10.80 |

Heat elva
| Placering | Namn                 | Nationalitet | Tid   |
| --------- | -------------------- | ------------ | ----- |
| 1         | Edward Hart          | USA          | 10,47 |
| 2         | Dominique Chauvelot  | Frankrike    | 10.66 |
| 3         | Klaus Ehl            | Västtyskland | 10.67 |
| 4         | Benedict Majekodunmi | Nigeria      | 10.70 |
| 5         | Gaston Malam         | Kamerun      | 10.88 |
| 6         | Sunil Gunawardene    | Sri Lanka    | 11.00 |
| 7         | Tukal Mokalam        | Filippinerna | 11.02 |

Heat tolv
| Placering | Namn            | Nationalitet  | Tid   |
| --------- | --------------- | ------------- | ----- |
| 1         | Robert Taylor   | USA           | 10,32 |
| 2         | Jobst Hirscht   | Västtyskland  | 10.36 |
| 3         | Zenon Nowosz    | Polen         | 10.36 |
| 4         | Vladimir Atamas | Sovjetunionen | 10.51 |
| 5         | Axel Nepraunik  | Österrike     | 10.61 |
| 6         | André Byrame    | Frankrike     | 10.64 |
| 7         | Moustafa Matola | Malawi        | 11.31 |

### Kvartsfinaler
De tre snabbaste i varje heat avancerade och även några fyror på tid.
Heat ett
| Placering | Namn              | Nationalitet        | Tid   |
| --------- | ----------------- | ------------------- | ----- |
| 1         | Jobst Hirscht     | Västtyskland        | 10,25 |
| 2         | Jaroslav Matoušek | Tjeckoslovakien     | 10.35 |
| 3         | Bernd Borth       | Östtyskland         | 10.44 |
| 4         | Philippe Clerc    | Schweiz             | 10.45 |
| 5         | Ainsley Armstrong | Trinidad och Tobago | 10.47 |
| 6         | Mike Sands        | Bahamas             | 10.50 |
| 7         | Audun Garshol     | Norge               | 10.55 |
| -         | Edward Hart       | USA                 | DNS   |

Heat två
| Placering | Namn                       | Nationalitet    | Tid   |
| --------- | -------------------------- | --------------- | ----- |
| 1         | Jean-Louis Ravelomanantsoa | Madagaskar      | 10,47 |
| 2         | Brian Green                | Storbritannien  | 10.58 |
| 3         | Kouakou Komenan            | Elfenbenskusten | 10.60 |
| 4         | Stanisław Wagner           | Polen           | 10.61 |
| 5         | Sandy Osei-Agyemang        | Ghana           | 10.66 |
| 6         | Erik Gustafsson            | Finland         | 10.78 |
| 7         | Su Wen-Ho                  | Republiken Kina | 10.82 |
| -         | Rey Robinson               | USA             | DNS   |

Heat tre
| Placering | Namn                | Nationalitet        | Tid      |
| --------- | ------------------- | ------------------- | -------- |
| 1         | Valerij Borzov      | Sovjetunionen       | 10,07 AR |
| 2         | Robert Taylor       | USA                 | 10.16    |
| 3         | Hasely Crawford     | Trinidad och Tobago | 10.18    |
| 4         | Zenon Nowosz        | Polen               | 10.40    |
| 5         | Klaus Ehl           | Västtyskland        | 10.44    |
| 6         | Les Piggot          | Storbritannien      | 10.53    |
| 7         | Dominique Chauvelot | Frankrike           | 10.54    |
| 8         | Hans-Jürgen Bombach | Östtyskland         | 10.64    |

Heat fyra
| Placering | Namn                | Nationalitet  | Tid   |
| --------- | ------------------- | ------------- | ----- |
| 1         | Aleksandr Korneljuk | Sovjetunionen | 10,32 |
| 2         | Barka Sy            | Senegal       | 10.36 |
| 3         | Michael Fray        | Jamaica       | 10.36 |
| 4         | Kola Abdulai        | Nigeria       | 10.51 |
| 5         | Antti Rajamäki      | Finland       | 10.61 |
| 6         | Manfred Kokot       | Östtyskland   | 10.64 |
| 7         | Saleh Alah-Djaba    | Tchad         | 11.31 |
| 8         | Charlie Francis     | Kanada        | 11.31 |

Heat fem
| Placering | Namn                      | Nationalitet    | Tid   |
| --------- | ------------------------- | --------------- | ----- |
| 1         | Lennox Miller             | Jamaica         | 10,33 |
| 2         | Alain Sarteur             | Frankrike       | 10.40 |
| 3         | Vasilios Papageorgopoulos | Grekland        | 10.45 |
| 4         | Amadou Meité              | Elfenbenskusten | 10.52 |
| 5         | Luděk Bohman              | Tjeckoslovakien | 10.52 |
| 6         | Don Halliday              | Storbritannien  | 10.60 |
| 7         | Sammy Monsels             | Surinam         | 10.64 |
| 8         | Vladimir Atamas           | Sovjetunionen   | 10.83 |

### Semifinaler
De tre snabbaste i varje heat avancerade och även några fyror på tid.
Heat ett
| Placering | Namn                      | Nationalitet        | Tid   |
| --------- | ------------------------- | ------------------- | ----- |
| 1         | Valerij Borzov            | Sovjetunionen       | 10,21 |
| 2         | Hasely Crawford           | Trinidad och Tobago | 10.36 |
| 3         | Jobst Hirscht             | Västtyskland        | 10.36 |
| 4         | Michael Fray              | Jamaica             | 10.48 |
| 5         | Alain Sarteur             | Frankrike           | 10.51 |
| 6         | Kouakou Komenan           | Elfenbenskusten     | 10.57 |
| 7         | Bernd Borth               | Östtyskland         | 10.60 |
| -         | Vasilios Papageorgopoulos | Grekland            | DNS   |

Heat two
| Placering | Namn                       | Nationalitet    | Tid   |
| --------- | -------------------------- | --------------- | ----- |
| 1         | Robert Taylor              | USA             | 10,30 |
| 2         | Lennox Miller              | Jamaica         | 10.31 |
| 3         | Aleksandr Korneljuk        | Sovjetunionen   | 10.35 |
| 4         | Zenon Nowosz               | Polen           | 10.42 |
| 5         | Barka Sy                   | Senegal         | 10.42 |
| 6         | Jean-Louis Ravelomanantsoa | Madagaskar      | 10.46 |
| 7         | Jaroslav Matoušek          | Tjeckoslovakien | 10.40 |
| 8         | Brian Green                | Storbritannien  | 10.40 |

### Final
Vind = 0.3 m/s
| Placering | Namn                | Nationalitet        | Tid   |
| --------- | ------------------- | ------------------- | ----- |
| 1         | Valerij Borzov      | Sovjetunionen       | 10,14 |
| 2         | Robert Taylor       | USA                 | 10,24 |
| 3         | Lennox Miller       | Jamaica             | 10,33 |
| 4         | Aleksandr Korneljuk | Sovjetunionen       | 10,36 |
| 5         | Michael Fray        | Jamaica             | 10,40 |
| 6         | Jobst Hirscht       | Västtyskland        | 10,40 |
| 7         | Zenon Nowosz        | Polen               | 10,46 |
| -         | Hasely Crawford     | Trinidad och Tobago | DNF   |

* Wind assisted